# Чорнобильська ВЕС
Чорнобильська вітрова електростанція — вітрова електростанція в Україні, яка розташована в Іванківському районі Київської області й будується компанією Фурлендер Віндтехнолоджі. Запланована проектна потужність 250 МВт.

## Історія
Йдеться про дозвіл на розробку проекту землеустрою на кількох ділянках загальною площею в 7 гектарів у цьому районі, північна частина якого лежить у Чорнобильській зоні відчуження. У листопаді 2018 року Кабмін виділив ділянку землю у зоні.